# Distritos da Alemanha
Em todos os estados alemães, exceto nas três cidades-estado, a principal divisão administrativa acima do município (Gemeinde) é o distrito (Landkreis, termo oficial em todos os estados exceto dois; Kreis, termo oficial na Renânia do Norte-Vestefália e no Eslésvico-Holsácia.) As principais cidades da Alemanha não fazem parte de nenhum distrito na prática, acumulando no entanto quer as funções de município quer as de distrito. Uma cidade deste tipo constitui uma cidade independente (Kreisfreie Stadt — o termo oficial em todos menos um dos estados da Alemanha e que significa literalmente "cidade livre de distrito") ou distrito urbano (Stadtkreis — termo oficial em Bade-Vurtemberga e que significa literalmente "distrito de cidade").,
Os distritos ([Land-]Kreise) situam-se num nível intermédio da administração, entre o estado (em alemão:  Land, plural: Länder) e o município (em alemão:  Gemeinde, plural: Gemeinden). Um distrito não deve ser confundido com uma região administrativa (em alemão:  Regierungsbezirk). Estas são divisões administrativas dos estados acima dos distritos e abaixo do nível estadual. Atualmente apenas quatro estados alemães usam este nível de administração: a Renânia do Norte-Vestefália, a Baviera, Bade-Vurtemberga e o Hesse.
Os distritos correspondem ao terceiro nível das unidades administrativas da Nomenclatura das Unidades Territoriais para Fins Estatísticos (NUTS 3) da União Europeia, e correspondem sensivelmente aos condados dos Estados Unidos.
Anterioresmente, o termo semelhante Reichskreis (Círculo Imperial) referia-se a grupos de estados do Sacro Império Romano. O termo correlacionado Landeskommissariat era usado também para divisões administrativas semelhantes em alguns territórios alemães até ao século XIX.

## Tipos de distritos
A maioria dos distritos da Alemanha são "distritos rurais" (em alemão:  Landkreise), dos quais há hoje 294. As cidades com mais de 100 mil habitantes (e cidades e vilas menores em alguns estados) não pertencem normalmente a um distrito, mas assumem as responsabilidades administrativas distritais. Estas cidades são assim conhecidas como cidades independentes ou distritos urbanos (em alemão:  Kreisfreie Städte ou Stadtkreise) — cidades que se constituem a si próprias como distritos de seu próprio direito. Existem hoje 107 distritos urbanos. elevando o número total de distritos para 401. Em 2016, aproximadamente 26 milhões de pessoas viviam nestes 107 distritos urbanos.
Na Renânia do Norte-Vestefália, algumas cidades com mais de 100 mil habitantes não formam distritos urbanos, como por exemplo: Recklinghausen, Siegen, Paderborn, Bergisch Gladbach, Neuss e Moers. Contudo, estas cidades acumulam muitas das responsabilidades dos distritos, apesar de fazerem parte de distritos rurais maiores do que a cidade em si. Cidades e vilas de tamanho médio podem também ter funções administrativas normalmente atribuídas aos distritos, especialmente serviços comuns às populações locais. A classificação de cidade ou vila de tamanho médio é normalmente baseada na população registada no local, mas esta definição varia de estado para estado.
Num tipo especial de distrito rural incluem-se as três uniões municipais especiais (em alemão:  Kommunalverbände besonderer Art), fusões de cidades independentes com o distrito rural adjacente. Além da Associação Regional de Sarbruque (Regionalverband Saarbrücken), chamada entre 1974 e 2007 Associação da Cidade de Sarbruque (Stadtverband Saarbrücken), há também a Região de Hanôver desde 2001 e a Região das Cidades de Aquisgrano (Städteregion Aachen) desde 2009. Aquisgrano, Hanôver e Gotinga mantêm alguns dos direitos de um distrito urbano; Sarbruque não determinou explicitamente uma provisão semelhante na sua legislação.

## Responsabilidades

Mapa dos distritos alemães. As cidades independentes (distritos urbanos) são mostradas a amarelo, os distritos (rurais) a branco.

De acordo com as leis comuns, tanto federais como estaduais, os distritos são responsáveis pelas seguintes funções::
- A construção e manutenção das estradas distritais (em alemão:  Kreisstraßen)
- Outros planos de construção que cubram mais do que uma área de autoridade local dentro do distrito
- Manutenção dos parques nacionais
- Segurança social
- Segurança social dos jovens
- Construção e manutenção de hospitais
- Construção e manutenção das escolas públicas de educação secundária
- Recolha do lixo
- Registo de automóveis
- Acomodação de refugiados estrangeiros
- Eleição do Landrat (feminino: Landrätin), o principal cargo executivo e representativo do distrito

Os distritos podem ainda ter funções adicionais, dependendo das leis locais de cada estado:
- Apoio financeiro à cultura
- Construção de zonas pedestres e ciclovias
- Apoio funanceiro para programas de intercâmbio escolar
- Construção e manutenção de bibliotecas públicas
- Revitalização da economia
- Encorajamento ao turismo
- Gestão de universidades públicas para adultos

Todas estas funções são levadas a cabo em conjunto com as autoridades locais (municípios). Os distritos urbanos têm estas funções, acumulando com as dos municípios.

## Conselho distrital
O conselho distrital (em alemão:  Kreistag) é a mais alta instituição de um distrito rural e é responsável por toda a política fundamental do governo local. O conselho é eleito diretamente a cada cinco anos, exceto na Baviera onde é eleito de seis em seis anos. Normalmente, a sede da administração de um distrito rural situa-se na sua maior localidade. Contudo, conselhos distritais e sedes administrativas de alguns distritos rurais não se encontram dentro do próprio distrito, mas na cidade independente adjacente. A maioria destes distritos rurais têm o nome da cidade independente adjacente (por exemplo: Bamberga e Karlsruhe). Moers é a maior cidade alemã (e hoje em dia a única com mais de 100 mil habitantes) que não é um distrito urbano, nem é a sede do distrito rural onde se insere.

## Administração distrital
O cargo administrativo mais alto de um distrito rural é o Landrat ou Landrätin, que é responsável pela administração corrente do distrito e atua como seu representante para efeitos oficiais. Em partes do norte da Alemanha, Landrat é também o nome da administração distrital em si, que no sul da Alemanha é conhecida por Kreisverwaltung ou Landratsamt.
Nos distritos urbanos, funções semelhantes à do Landrat são executadas pelo presidente da câmara (prefeito em português brasileiro).
Os distritos rurals em alguns dos estados alemães têm ainda um comité administrativo adicional chamado Kreisausschuss. Este comité é geralmente chefiado pelo Landrat e inclui um conjunto de membros voluntários. Superintende algumas funções administrativas do distrito, seguindo as diretivas do conselho distrital. No entanto, o papel exato e os regulamentos destes comités variam muito dependendo dos estados.
A cidade onde as instalações da administração distrital se situam é chamada Kreisstadt ("cidade distrital") ou Kreishauptort ("comunidade distrital principal") se não for uma cidade. Comummente, o distrito tem o nome da sua cidade distrital.
De forma coloquial, qualquer cidade dentro de um distrito pode ser chamada "Kreisstadt", especialmente aquelas que não são cidades independentes para as distinguir destas. Este termo tem de ser diferenciado do termo legal "Kreisstadt" que apenas denota o local da sede administrativa do distrito. Na linguagem comum, as cidades distritais são também chamadas de capital distrital (Kreishauptstadt).